# Legaria
Legaria è un comune spagnolo di 129 abitanti situato nella comunità autonoma della Navarra.